# 8 Batalion Dowodzenia
8 batalion dowodzenia (8 bdow) – samodzielny pododdział dowodzenia Wojska Polskiego.
Na podstawie rozkazu Nr 07/MON Ministra Obrony Narodowej z 4 maja 1967 w sprawie przekazania jednostkom wojskowym historycznych nazw i numerów oddziałów frontowych oraz ustanowienia dorocznych świąt jednostek (Dz. Roz. Tjn. MON Nr 5, poz. 21) 28 batalion łączności przemianowano na 13 batalion łączności.
W 1994 batalion przeformowano w 8 batalion dowodzenia.
Wchodził w skład 8 Dywizji Obrony Wybrzeża. Stacjonował w garnizonie Koszalin. Rozformowany razem z dywizją w 2001.

## Tradycje
Dla zachowania w pamięci dokonań żołnierzy zasłużonego oddziału wojsk łączności, na podstawie art. 2 ust. 1 ustawy z dnia 30 lipca 1992 o ustanowieniu Święta Wojska Polskiego, oraz postanowień rozkazu Nr l/MON Ministra Obrony Narodowej z 2 stycznia 1991 w sprawie dziedziczenia i kultywowania tradycji oręża polskiego, z dniem 11 listopada 1994 batalion przejął dziedzictwo i tradycje:
- VIII kompanii łączności 1919-1939
- 13 batalionu łączności 1944-1994

Doroczne święto batalion obchodził 16 kwietnia.

## Odznaka pamiątkowa
Odznaka o wymiarach 40x40 mm w kształcie krzyża kawalerskiego o ramionach ze złotymi krawędziami, pokrytych białą emalią. Na krzyż nałożona biała tarcza, ze złotymi krawędziami. Na tarczy herb Koszalina na granatowym tle i lata 1944-1991. Tarcza u dołu przepasana jest granatową, wstęgą z napisem 8bdow.

Zaprojektowana przez Jacka Sokołowskiego i Artura Wardę, wykonana została w pracowni grawerskiej Andrzeja Panasiuka w Warszawie.

## Przekształcenia
28 Batalion Łączności → 13 Batalion Łączności → 8 Batalion Dowodzenia